# Akira Shiizuka
Akira Shiizuka (jap. 椎塚彰 Shiizuka Akira; auch 椎塚影; * 1935 in Niigata, Japan) ist ein japanischer Kameramann.

## Leben
Gemeinsam mit Shunichi Kajima drehte er in den 1970er Jahren den Dokumentarfilm Yakuza zankoku hiroku – Kataude setsudan. Der Film ist seine bislang einzige Regie- und Drehbucharbeit; gleichzeitig fungierte er auch als Kameramann. Seine nächste Arbeit stellte ein weiterer Dokumentarfilm dar, Der Gletscherfuchs unter der Regie Koreyoshi Kuraharas. Der Film, der das Leben einer Fuchs-Familie in Hokkaidō schildert, wurde von 1974 bis 1976 mit fünf weiteren Kameraleuten gedreht und kam 1978 in die japanischen Kinos.
Nachdem er bei Shigeyuki Yamanes Literaturverfilmung Ōgon no inu (1979) erstmals bei einem Spielfilm als Kameramann tätig gewesen war, folgte 1983 eine weitere Zusammenarbeit mit Regisseur Koreyoshi Kurahara, erneut bei einem Tierfilm. Taro und Jiro in der Antarktis beschreibt den Überlebenskampf zweier Hunde in der Antarktis und wurde 1983 in Japan zum kommerziell erfolgreichsten japanischen Film des Jahres. Kritiker lobten die Kameraführung Shiizukas, bei den Japanese Academy Awards war er in der Kategorie Beste Kamera nominiert. Beim Mainichi-Filmwettbewerb wurde er mit dem Kamerapreis ausgezeichnet.
Den Japanese Academy Award gewann er schließlich 1989 für die chinesisch-japanische Koproduktion Das Blut der Seidenstraße. Das mehrfach ausgezeichnete Historiendrama entstand unter der Regie Junya Satos. 1991 wandte er sich wieder dem Genre Tierfilm zu und arbeitete als Kameramann an Yokihiro Sawadas Flecki, mein Freund. Der laut Kritikern in eindrucksvollen Naturaufnahmen eingebettete Kinderfilm handelt von einem Zehnjährigen, der im Wald einen jungen Hirsch ohne Mutter findet und diesen aufzieht.
Anfang der 1990er Jahre arbeitete er an Filmen, die direkt auf VHS veröffentlicht wurden, und zog sich bald daraufhin aus dem Filmgeschäft zurück.

## Filmografie (Auswahl)
- 1976: Yakuza zankoku hiroku – Kataude setsudan
- 1978: Der Gletscherfuchs (Kita-kitsune Monogatari)
- 1979: Ōgon no inu
- 1981: Taiyō no kizuato
- 1983: Taro und Jiro in der Antarktis (Nankyoku Monogatari)
- 1984: Tsuki no yoru, hoshi no chō
- 1985: Haru no kane
- 1988: Das Blut der Seidenstraße (Dun-Huang)
- 1991: Flecki, mein Freund (Kojika Monogatari)
- 1993: Minato